# Al-risâlah
Al-risâlah  è un film del 1976 diretto da Moustapha Akkad.
Il film è stato girato in parallelo (shot-for-shot) in due versioni diverse, una in inglese (Il messaggio) e una in arabo (Al-risâlah). Ogni versione aveva un proprio cast quindi ogni scena veniva girata due volte, prima con un gruppo di attori e subito dopo con l'altro gruppo.
Nel film non vengono mai mostrate immagini del profeta Maometto, in rispetto dei dettami islamici.

## Trama
Il film racconta con dovizia di particolari la storia dell'Islam dalla rivelazione del Corano al profeta Maometto, alla cacciata dalla Mecca fino alla riconquista della stessa da parte dei musulmani.